# Matías Calandrelli
Matías Calandrelli (ur. 1845 w Salerno, zm. 1919 w Buenos Aires) – argentyński językoznawca i leksykograf.

## Życiorys
Urodził się w Salerno. O jego dzieciństwie i rodzinie wiadomo niewiele. W początkach lat 60. XIX wieku podjął studia na Uniwersytecie Neapolitańskim, kształcąc się nań w zakresie filologii klasycznej i sanskrytu. Związał się następnie na krótko z macierzystą uczelnią. W 1871 wyemigrował do Argentyny, osiadając w stołecznym Buenos Aires. Szybko wszedł w krąg ówczesnej argentyńskiej elity intelektualnej, początkowo wykładał historię starożytną, później zaś filologię klasyczną na Uniwersytecie w Buenos Aires. Między 1882 a 1888 był rektorem nowo utworzonego Colegio Nacional w La Placie. Powrócił następnie do Buenos Aires, gdzie aż do emerytury (1897) kontynuował działalność dydaktyczną. Do końca życia czynny intelektualnie, współpracował z rozmaitymi tytułami prasowymi, w tym z „La Prensą” oraz z argentyńską prasą włoskojęzyczną. Zmarł w Buenos Aires.
Był autorem  prac z zakresu gramatyki łacińskiej i greckiej oraz ortografii języka hiszpańskiego, wydał też w formie książki zbiór swoich artykułów prasowych o tematyce językoznawczej. Jego główne dzieło jednakże to monumentalny i ostatecznie nieukończony Diccionario filológico comparado de la lengua castellana. Praca ta, wydana w 12 tomach, była owocem trwającej cztery dekady pracy badawczej. Krytykowana niekiedy za brak oryginalności i niedostatki metodologiczne, uznawana jest niemniej za istotny punkt w historii argentyńskiego językoznawstwa przełomu XIX i XX wieku.